# 東池袋
東池袋（日语：／ Higashi-ikebukuro */?）是東京都豐島區的地名。現行行政地名為東池袋一丁目至東池袋五丁目。

## 地理
位於池袋站東口北側，是日本繁華街池袋的中心。町域位於JR山手線環內，北至國道254號（春日通，川越街道），南至Green大通（舊稱：市電通），北臨上池袋、北大塚，東接南大塚、文京區大塚，南通南池袋，西連西池袋。豐島區役所與陽光城、60階通、陽光通等餐飲店與商業設施聚集。近南池袋的地區有許多寺社，呈現與繁華池袋不同的寧靜氛圍。全域為向神田川傾斜的高地，是良好的住宅區。此外也有各種學校、大學入駐池袋站東口。但西武百貨店本店與池袋巴而可、東口地下街的池袋購物園區（ISP）的所在地為南池袋。都電軌道的都心側部分地區鄰近文京區大塚護國寺。

### 黑市舊址的餐飲街
東池袋一丁目有人世橫町、光町通（ひかり町通り）、榮町通、美久仁小路（みくにこうじ）等四個著名餐飲街。由於保留戰後黑市獨特的氛圍，吸引許多民眾朝聖，然而在21世紀後，前二者已消失。後二者因無連鎖店與昭和懷舊的氛圍頗具人氣。

### 造幣局周邊
池袋站南側驚嚇陸橋附近在過去有條流入神田川的小溪。舊大藏省造幣局曾利用此地的水運鑄造貨幣。

### WE ROAD
連接池袋站東口與西口的行人專用道路雜司谷隧道（通稱：WE ROAD、ウイ・ロード）的出入口位於東池袋。

### 乙女路
陽光城60西側的乙女路聚集許多販售動畫商品與同人誌等「少女系」商店，有「腐女聖地」之稱。

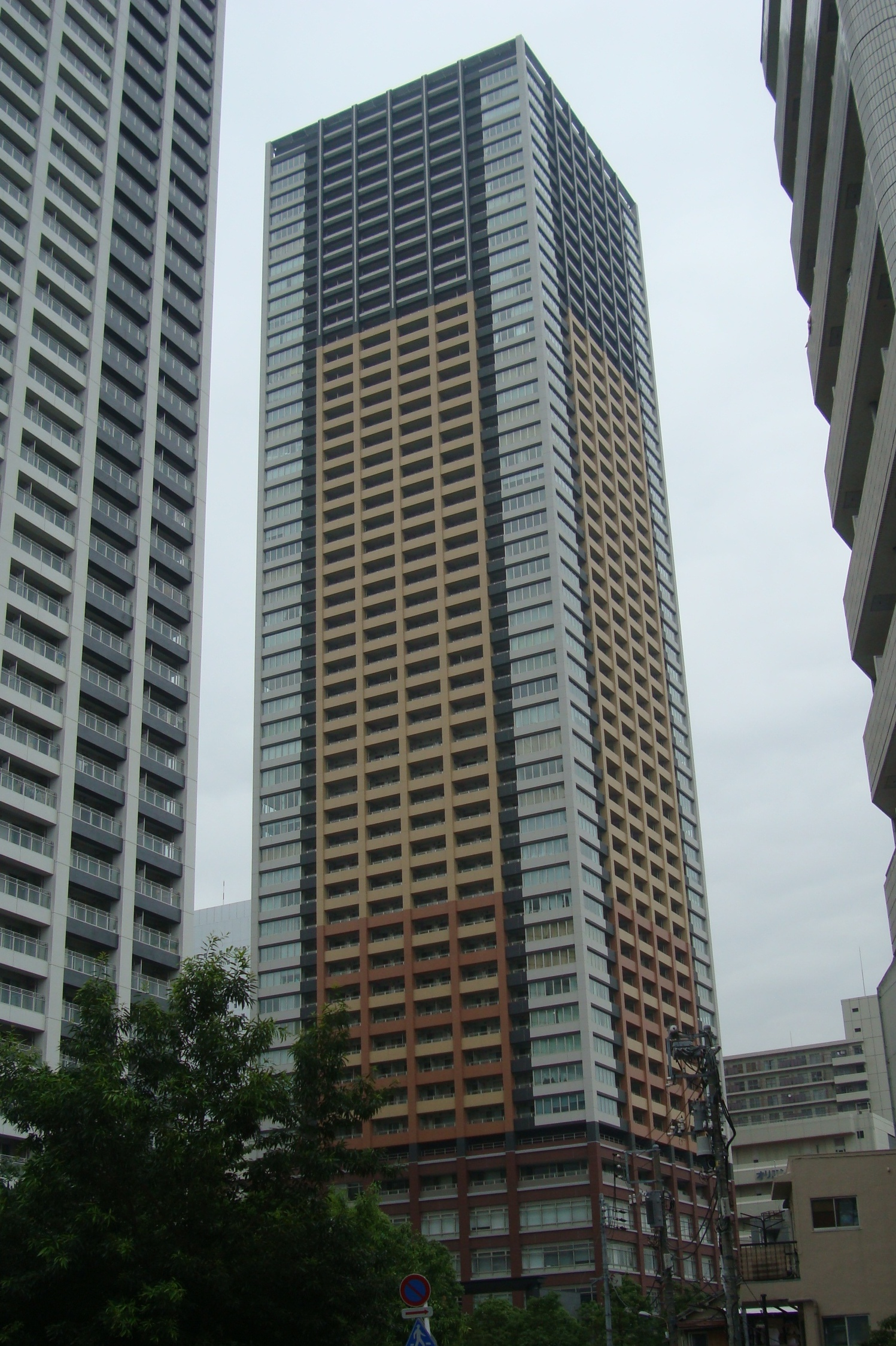
Owl Tower（4丁目）

### Rise City池袋
Green大通旁的文化設施Rise City池袋在2007年（平成19年）完成，內有豐島區立中央圖書館。

### 國內最大家電激戰區
池袋站東口有多間家電量販店BIC CAMERA。BIC CAMERA依其市場規模與站前位置確立其領導地位，但2007年7月13日，日本國內最大家電量販店山田電機都市型店鋪「LABI池袋」（現LABI1池袋Mobile Dream館）開幕，雙方開始展開價格戰。2009年（平成21年）10月30日，山田電機「LABI1日本總本店池袋」開幕，雙方競爭白熱化。BIC CAMERA為了與山田電機對抗也對舊店進行更新，開設第一間暢貨中心「BIC CAMERA OUTLET」。池袋站東口的家電量販店展開激烈的價格競爭，成為日本國內最大的家電激戰區，家電市場價格因此也被稱作「池袋價格」。「池袋價格」也在電視節目的介紹下成為話題。

## 歷史
江戶時代屬豐嶋郡池袋村與雜司谷村一部分。

### 東池袋地區再開發計畫
「東池袋四丁目地區再開發地區計畫」與「東池袋四丁目地區地區計畫」針對東池袋四丁目與南池袋二丁目一部分進行都市更新。

### 地名由來
因位於池袋站東側而得名。原來大半屬北豐島郡雜司谷村，與池袋村關係薄弱。過去雜司谷如同其名，是被雜木林覆蓋的土地。其中，現在的東池袋與南池袋一帶在江戶時代成為旗本三千石中西公拜領地，因而稱為「中西之森」。明治時代，根津嘉一郎收購土地，稱「根津山」。「根津山」是指現在豊島岡女子学園中学校・高等学校的一座小山丘，也作為周邊一帶的地名。

### 沿革
- 1878年（明治11年）7月22日－郡區町村編制法（日语：郡区町村編制法）施行，池袋村、雜司谷村屬北豐島郡。
- 1889年（明治22年）5月1日－町村制施行，成立北豐島郡巢鴨村（日语：西巣鴨町）。此地屬大字池袋、巢鴨、雜司谷。
- 1918年（大正7年）7月20日－巢鴨村施行町制，為北豐島郡西巢鴨町（日语：西巣鴨町）。
- 1932年（昭和7年）10月1日－西巢鴨町編入東京市，屬豐島區池袋一～二丁目、西巢鴨一～二丁目、雜司谷町。
- 這段期間多次地名變更。
- 1966年（昭和41年）11月1日－實施住居表示（日语：住居表示），池袋東一丁目大半、池袋東一部分、西巢鴨一丁目全部、西巢鴨二丁目一部分、日出町一～二丁目北半部成立東池袋[3]。

### 町名變遷
| 實施後       | 實施年月日    | 實施前（各町名一部分）                                                             |
| ------------ | ------------- | ---------------------------------------------------------------------------------- |
| 東池袋一丁目 | 1966年11月1日 | 池袋東一丁目                                                                       |
| 東池袋二丁目 | 1966年11月1日 | 池袋東一丁目，西巢鴨二丁目                                                         |
| 東池袋三丁目 | 1966年11月1日 | 池袋東一丁目，西巢鴨一丁目，西巢鴨二丁目                                           |
| 東池袋四丁目 | 1966年11月1日 | 池袋東一丁目，池袋東三丁目，西巢鴨一丁目，西巢鴨二丁目，日出町一丁目，日出町二丁目 |
| 東池袋五丁目 | 1966年11月1日 | 西巢鴨一丁目，西巢鴨二丁目，日出町一丁目，日出町二丁目                             |

## 交通

### 鐵道
- 池袋站（東口）
  - JR線（山手線、埼京線、湘南新宿線、成田快線）
  - 東京地下鐵（丸之內線、有樂町線、副都心線）
  - 西武池袋線、東武東上線
- 東池袋站、東池袋四丁目停留場
  - 東京地下鐵有樂町線、都電荒川線
- 向原停留所
  - 都電荒川線

### 巴士
- 池袋站東口巴士站有部分屬南池袋。

路線巴士
- 池袋站東口（三越裏）、陽光城（國際興業巴士（日语：国際興業バス））
  - 光02系統 - 往光丘站
  - 赤51、赤97系統 - 往赤羽站西口
  - 池55系統 - 往小茂根五丁目
- 池袋站東口、池袋站東口（三越前）、豐島區役所（日语：豊島区役所）前（都營巴士）
  - 王40甲系統 - 往西新井站
  - 深夜02系統 - 往豐島五丁目團地
  - 王55系統 - 往新田一丁目
  - 草63、草64系統 - 往淺草雷門
- 池袋站東口、東池袋一丁目、東池袋四丁目（陽光城前）（都營巴士）
  - 都02乙系統 - 往一橋
  - 都02乙折返系統 - 往東京巨蛋城
- 池袋站東口、六又陸橋、東池袋二丁目、東池袋三丁目（都營巴士）
  - 上60系統 - 往上野公園

長距離、高速巴士
- 西武巴士（池袋站東口）
  - 新潟線 - 往萬代城市巴士中心（日语：万代シテイバスセンター）（始發）
  - 上越線 - 往直江津（伊藤洋華堂前）（行經池袋站東口）
  - 富山線 - 往富山站前（行經池袋站東口）
  - 高岡冰見線 - 往冰見（冰見營業所）（行經池袋站東口）
  - 金澤線 - 往金澤站前（⑤乘車處）（行經池袋站東口）
  - 長野線 - 往柳原（始發）
  - 軽井澤、佐久、上田、小諸線 -  往御代田站前（始發）、往臼田（佐久總合醫院（日语：佐久総合病院））（始發）、往上田營業所（始發）、往別所溫泉（日语：別所温泉）（始發）、往小諸站前（始發）
  - 鳥羽線 - 往鳥羽巴士中心（行經池袋站東口）
  - 南紀勝浦線 - 往勝浦溫泉（行經池袋站東口）
  - 南紀白濱線 - 往新湯崎（行經池袋站東口）
- 國際興業巴士（日语：国際興業バス）（池袋站東口）
  - 天狼星號（日语：シリウス号 (高速バス)） - 往七戶十和田站（行經八戶LAPIA（日语：八戸ラピア）巴士總站、十和田市站）
  - DREAM盛岡 (らくちん)號（日语：ドリーム盛岡 (らくちん)号） - 往盛岡巴士中心（日语：盛岡バスセンター）
- 其他（池袋站東口）
  - 宇和島線 - 往宇和島巴士中心（西武高原巴士（日语：西武高原バス））
  - 前橋、高崎線 - 往高崎巴士中心（日语：高崎バスセンター）（日本中央巴士（日语：日本中央バス））
  - 觀光巴士（哈多巴士）
- 東京空港交通（太陽城王子大飯店）
  - 利木津巴士 - 往羽田機場、往成田機場

### 道路
- 首都高速5號池袋線（東池袋出入口）
- 國道254號（春日通、川越街道）
- 東京都道435號音羽池袋線（Green大通）
- 東京都道305號芝新宿王子線（明治通）
- 坂下通
- 雜司谷隧道（日语：雑司が谷隧道）（通稱：WE ROAD、ウイ・ロード） - 連繫東西池袋的連絡通路
- 池袋大橋（日语：池袋大橋）
- 陽光通（日语：サンシャイン通り）（一丁目）
- 60階通（日语：サンシャイン60通り）（一丁目）
- 乙女路（三丁目）

## 教育

### 小學校
- 區立朋有小學校

### 中學校
- 私立豊島岡女子學園中學校（日语：豊島岡女子学園中学校・高等学校）（一丁目）

### 高校
- 私立豊島岡女子學園高等學校（日语：豊島岡女子学園中学校・高等学校）（一丁目）

### 大學
- 帝京平成大學（日语：帝京平成大学）（本部、二丁目）
- 東京福祉大學（本部、四丁目）

### 專門學校
- 大原情報企業專門學校（一丁目）
- 東京電子專門學校（日语：東京電子専門学校）（三丁目）
- 東京福祉保育專門學校（四丁目）

## 設施

### 東池袋一丁目
- 池袋站（東口連結一丁目，車站站體在南池袋、西池袋）
- 豐島區役所（日语：豊島区役所）
- 豐島公會堂（日语：豊島公会堂）
- 池袋保健所
- 池袋い～すと（捐血室）
- 池袋ぷらっと（捐血室）
- 池袋站前公園
- 中池袋公園
- 池袋P'PARCO（淘兒唱片（5、6F）、石橋樂器（7F）、Murasaki Sports（日语：ムラサキスポーツ）（8F）等）
- BIC CAMERA
  - 池袋本店、池袋本店電腦館、池袋東口相機館、OUTLET池袋東口店、BIC PHOTO
- 山田電機
  - LABI1 日本總本店池袋
  - LABI1池袋 Mobile Dream館
- 東急手創館池袋店
- ROUND ONE（日语：ラウンドワン）池袋店
- 安利美特池袋本店
- 銀行
  - 三菱東京UFJ銀行池袋支店
  - 瑞穗銀行池袋支店
  - 瑞穗信託銀行池袋支店
  - 三井住友信託銀行池袋東口支店
  - 東京之星銀行池袋支店
  - 常陽銀行（日语：常陽銀行）池袋支店
  - 東京信用金庫（日语：東京信用金庫）本店
  - 巢鴨信用金庫（日语：巣鴨信用金庫）東池袋支店

### 東池袋二丁目
- 區民廣場朋有
- 豐島區立東池袋第一保育園（日语：保育園）
- 豐島區立東池袋第二保育園
- 八千代銀行（日语：八千代銀行）東池袋支店

### 東池袋三丁目
- 池袋公共職業安定所（日语：公共職業安定所）（HELLO WORK池袋）
- 豐島消防署（日语：東京消防庁第五消防方面本部）
- 豐島郵便局（日语：豊島郵便局）
  - 郵貯銀行豐島店
- 陽光城
  - 護照中心（東京都旅券課 池袋分室）
  - 太陽城王子大飯店
  - 首都高速5號池袋線東池袋出入口
  - 陽光60內郵便局
- AMLUX（日语：アムラックス）
- 豐島汽車駕訓學校
- 東池袋公園
- 東池袋中央公園（日语：東池袋中央公園）
- NTT集團相關設施
  - NTT東日本（日语：東日本電信電話）池袋支店
  - DoCoMo Service（日语：ドコモ・サービス）本社
  - NTT-ME（日语：NTT-ME）本社
- 第四銀行（日语：第四銀行）池袋支店

### 東池袋四丁目
- 造幣局東京支局
- 豐島區立總合體育場
- 日出町公園
- 日出町第二公園
- Rise City池袋（日语：ライズシティ池袋）
- 陽光西友店
- FamilyMart陽光南店

### 東池袋五丁目
- 東池袋郵便局
- 城北信用金庫（日语：城北信用金庫）東池袋支店
- Foodexpress（日语：マルエツ）新大塚店
- 東拳拳擊館東京拳鬥會（日语：東京拳闘会）

## 備註
1. ↑  住民基本台帳による年齢別人口（平成26年7月1日現在）  的存檔，存档日期2014-12-08.
2. ↑  「女性のアキバ「乙女ロード」…池袋に専門店集結【秘密の花園】」　産経新聞　2005年7月17日配信記事等
3. ↑  1967年（昭和42年）1月19日、自治省告示第13号「住居表示が実施された件」

## 外部連結
- 豐島區官方網站 （页面存档备份，存于）
- 東京都豐島區町會連合會